# Státhis
Státhis är en ort i Grekland.   Den ligger i prefekturen Nomós Kilkís och regionen Mellersta Makedonien, i den norra delen av landet, 300 km norr om huvudstaden Aten. Státhis ligger 176 meter över havet och antalet invånare är 465.
Terrängen runt Státhis är platt åt sydost, men åt nordväst är den kuperad. Terrängen runt Státhis sluttar österut.Runt Státhis är det ganska tätbefolkat, med 67 invånare per kvadratkilometer. Närmaste större samhälle är Giannitsá, 19,2 km söder om Státhis. Trakten runt Státhis består till största delen av jordbruksmark.